# André Doye
André Doye (ur. 15 września 1924 w Raimbeaucourt, zm. 29 listopada 1981) – francuski piłkarz, występujący na pozycji napastnika.
Z zespołem Girondins Bordeaux zdobył mistrzostwo Francji (1950). W latach 1950–1952 rozegrał 7 meczów i strzelił 5 goli w reprezentacji Francji.